# Rowan Joffé
Rowan Marc Joffé (* 1973 in London) ist ein britischer Drehbuchautor, Filmregisseur und Filmproduzent.

## Leben und Karriere
Joffé trat als Drehbuchautor erstmals im Jahr 2000 in Erscheinung, als er an dem Script für The Last Resort beteiligt war, das er zusammen mit dem Regisseur Paweł Pawlikowski verfasste. Die beiden wurden für diese Produktion für den British Independent Film Award nominiert, zudem erhielten sie die Auszeichnung Best New British Feature auf dem Edinburgh International Film Festival. Im darauffolgenden Jahr war er an einem Kurz- und einem Fernsehfilm mit dem Titel Gas Attack beteiligt. Für letzteren erhielt er eine Nominierung für den BAFTA TV Award, außerdem 2001 eine Auszeichnung als Best New British Feature auf dem Edinburgh International Film Festival.
2007 gab Joffé mit der Inszenierung des Fernsehfilms Secret Life sein Regie-Debüt und verfasste zugleich das Drehbuch. Im gleichen Jahr war er als Autor am Endzeit-Horror-Thriller 28 Weeks Later beteiligt. 2008 folgte mit dem Drama The Shooting of Thomas Hurndall sein zweiter Film als Regisseur, für den er dann 2009 einen BAFTA TV Award erhielt. 
2010 verfasste Joffé das Drehbuch für den Film The American. Als Grundlage dient ihm die literarische Vorlage von Martin Booth. Noch im gleichen Jahr drehte er mit Brighton Rock seinen dritten Film. 2014 entstand mit Ich. Darf. Nicht. Schlafen. seine Verfilmung der gleichnamigen literarischen Vorlage von Steve Watson. Von 2017 bis 2020 wurde die – von ihm erfundene – Fernsehserie Tin Star ausgestrahlt, bei der er auch ein Mal die Regie übernahm.

## Filmografie (Auswahl)
- 2000: The Last Resort (Last Resort)
- 2001: Gas Attack
- 2007: Secret Life (auch Regie)
- 2007: 28 Weeks Later
- 2008: The Shooting of Thomas Hurndall (nur Regie)
- 2010: The American
- 2010: Brighton Rock (auch Regie)
- 2014: Ich. Darf. Nicht. Schlafen. (Before I Go to Sleep, auch Regie)
- 2017–2020: Tin Star (Fernsehserie, auch Regie und Produktion)
- 2019: The Informer (auch Produktion)
- 2023: Locked In